# Calamoncosis oscinella
Calamoncosis oscinella är en tvåvingeart som först beskrevs av Becker 1910.  Calamoncosis oscinella ingår i släktet Calamoncosis och familjen fritflugor. Arten är reproducerande i Sverige. Inga underarter finns listade i Catalogue of Life.